# Teletón 1979 (Chile)
La Teletón 1979 fue la segunda versión de la campaña solidaria realizada en Chile los días 30 de noviembre y 1 de diciembre. El lema de esta versión fue «Repitamos lo increíble». La niña símbolo fue Valeria Arias.
Fue realizada en el Teatro Casino Las Vegas, y duró 27 horas al igual que en la Primera Teletón. Esta vez, la meta a superar era lo recaudado en la versión anterior, y ese dinero serviría para empezar la construcción de los institutos de rehabilitación Teletón de Antofagasta, Valparaíso y Concepción.
Algunos de los puntos altos de la campaña fueron la inauguración del instituto de rehabilitación de Santiago en vivo y un nuevo emotivo discurso del periodista Julio Martínez, en esta ocasión hecha cerca del cierre del programa.
A las 21:35 se superó la meta con el cómputo de: $ 85 427 324, y al concluir las 27 horas, el total recaudado fue de: $ 138 728 450 (US$ 3 557 139)

## Participantes

### Cantantes
Nacionales
- Gloria Simonetti
- Los Huasos Quincheros
- Antonio Zabaleta
- Roberto Viking Valdés
- Los Cuatro Cuartos
- José Alfredo Fuentes
- Mónica de Calixto
- Marcelo
- Andrea Tessa
- Juan Antonio Labra
- Juan Carlos Duque
- Patricia Maldonado
- Pachuco y la Cubanacán
- Giolito y su Combo
- Zalo Reyes
- Rumba 8
- Marco Aurelio
- Nelly Sanders
- Sonora Palacios
- Analya
- Carlos Alegría
- Rose Van
- Patricio Carvallo
- María Inés Naveillán
- Clan 91
- Lucho Muñoz
- Miriam Luz
- Marla Teresa
- Lalo Valenzuela
- Carmen Maureira
- Danny Chilean
- Lily Fuentes
- Sergio Inostroza
- Tierra Chilena
- Los de Graneros
- Lucho Gatica
- Antonio Prieto
- Florcita Motuda
- Carolina Prieto Vial
- Patricio Renán
- Malibú
- Paolo Salvatore
- Luz Eliana
- Daniel Lencina
- Doris y Rossie
- Osvaldo Díaz
- Fernando Ubiergo
- Buddy Richard
- Ginette Acevedo
- Pedro Messone
- Peter Rock
- Luis Dimas
- Frecuencia Mod

Internacionales
- Juan Erasmo Mochi
- Grace Rivera
- Julio Bernardo Euson
- José Vélez
- Braulio
- Nicola di Bari
- Dúo Dinámico
- Julio Iglesias
- Raffaella Carrà
- Raphael
- Emmanuel
- Pedro Vargas
- José José
- Ricardo Cocciante
- Umberto Tozzi
- Camilo Sesto
- Manolo Galván
- Roberto Carlos
- I'Pooh
- Palito Ortega
- Leo Dan
- Manolo Otero
- El Greco
- Domenico Modugno

### Humoristas
- Jorge Porcel
- Alberto Olmedo
- José Vasconcellos
- Jorge Romero Firulete
- Daniel Vilches

### Vedettes
- Nélida Lobato
- Iris Chacón
- Tiffany Bolling
- Barbi Benton

### Presentadores
- Mario Kreutzberger (Canal 13)
- Antonio Vodanovic (TVN)
- Raúl Matas (TVN)
- César Antonio Santis (Canal 13)
- Juan Guillermo Vivado (Canal 9)

## Transmisión
- Tele Red UCV
- Televisión Nacional de Chile
- Televisión Universidad de Chile (Canal 9)
- Corporación de Televisión de la Universidad Católica de Chile (Canal 13)
- Red Norte de Televisión

### Radios
- Radio Agricultura
- Radio Chilena
- Radio Santiago
- Radio Cooperativa
- Radio Minería
- Radio Nacional de Chile
- Radio Portales

## Cómputos
| Hora  | Monto en pesos | % meta   | Monto en dólares |
| ----- | -------------- | -------- | ---------------- |
| 21:40 | $ 579          | < 0,01 % | $ 14             |
| 22:30 | $ 3 940 520    | 4,67 %   | $ 101 038        |
| 04:00 | $ 17 340.518   | 21,11 %  | $ 456 675        |
| 09:30 | $ 19 000 050   | 22,52 %  | $ 487 180        |
| 10:00 | $ 19 846 420   |          |                  |
| 15:00 | $ 41 293 570   | 48,94 %  | $ 1 058 809      |
| 15:30 | $ 43 376 571   | 51,41 %  | $ 1 112 219      |
| 20:30 | $ 82 326 380   | 97,58 %  | $ 2 110 932      |
| 21:50 | $ 85 427 324   | 101,26 % | $ 2 190 444      |
| 23:00 | $ 111 320 720  | 133,16 % | $ 2 880 524      |
| 23:30 | $ 130 740 520  | 154,97 % | $ 3 352 321      |
| 00:30 | $ 138 728 450  | 164,44 % | $ 3 557 139      |

## Auspiciadores
En esta versión los 25 auspiciadores de la segunda campaña fueron:
- Banco de Chile
- Coca-Cola
- Mantequilla Dos Álamos
- Productos Maggi
- Pilsener Cristal
- Leche Soprole
- Johnson's Clothes
- Crema dental Signal
- Fensa
- Supermercados Unicoop
- Vinos Santa Carolina
- Aceite Cristal
- Fideos Lucchetti
- Farmacias Ahumada
- Helados Bresler
- Productos Schick
- Postres Caricia
- Tarjetas de crédito Visa
- Productores de Pollos
- Zapatillas North Star
- Cecinas La Preferida
- Champagne Subercaseaux
- Té Supremo
- Maco Toyota
- Productos de tocador Kent